# 茅ヶ崎市立梅田中学校
茅ヶ崎市立梅田中学校（ちがさきしりつ うめだちゅうがっこう）は、神奈川県茅ヶ崎市に設置された公立中学校である。

## 概要
本校は1961年4月1日に開校。茅ヶ崎市内では6番目に設置された中学校である。
本校創立以来の精神として『至誠一貫』を掲げ、生徒が地域と共に発展し、自校の伝統の継承と発展のために行動し、更に感謝の思いと恩返しの行動を取れる人間となれるような教育が主眼となっている。

## 沿革

### 年表
昭和36年4月1日開校
昭和36年5月12日生徒帽章・バッジ制定
昭和36年5月18日梅田中学校PTA結成大会
昭和38年6月1日校舎落成・校歌発表会
　(この日を記念し、開校記念日とする)
昭和38年6月1日校旗披露式を行う
昭和39年5月8日市教委指定研究「学習習慣の形成」について発表会開催
昭和40年6月10日庭球コート完成
昭和44年1月24日社会福祉研究普及校としての発表会
昭和45年2月14日屋内運動場竣工式
昭和45年11月7日創立10周年記念式挙行、記念誌発行
昭和46年9月3日校庭散水施設完成
昭和53年11月15日市教委指定「自主性を伸ばす学級会活動」研究発表会開催
昭和55年2月18日新校舎3教室落成
昭和55年9月6日創立20周年記念式挙行、記念誌発行
昭和56年8月31日新校舎9教室および階段完成
昭和56年11月25日旧校舎各階にトイレ新設、新校舎から体育館への渡り廊下完成
昭和63年11月13日日本PTA全国協議会会長賞を受賞
平成
平成元年8月31日校庭改修工事完了
平成元年11月7日市教委推薦研究「豊かな人間性をはぐくむ学校づくり」発表会開催
平成2年10月27日創立30周年記念式挙行、記念誌発行
昭和36年4月1日
開校
昭和36年5月12日
生徒帽章・バッジ制定
昭和36年5月18日
梅田中学校PTA結成大会
昭和38年6月1日
校舎落成・校歌発表会
　(この日を記念し、開校記念日とする)
昭和38年6月1日
校旗披露式を行う
昭和39年5月8日
市教委指定研究「学習習慣の形成」について発表会開催
昭和40年6月10日
庭球コート完成
昭和44年1月24日
社会福祉研究普及校としての発表会
昭和45年2月14日
屋内運動場竣工式
昭和45年11月7日
創立10周年記念式挙行、記念誌発行
昭和46年9月3日
校庭散水施設完成
昭和53年11月15日
市教委指定「自主性を伸ばす学級会活動」研究発表会開催
昭和55年2月18日
新校舎3教室落成
昭和55年9月6日
創立20周年記念式挙行、記念誌発行
昭和56年8月31日
新校舎9教室および階段完成
昭和56年11月25日
旧校舎各階にトイレ新設、新校舎から体育館への渡り廊下完成
昭和63年11月13日
日本PTA全国協議会会長賞を受賞
平成
平成元年8月31日校庭改修工事完了
平成元年11月7日
市教委推薦研究「豊かな人間性をはぐくむ学校づくり」発表会開催
平成2年10月27日創立30周年記念式挙行、記念誌発行
平成10年3月17日校舎耐震改修工事
平成12年3月3日緑化推進事業
平成12年10月9日同窓会40周年総会、タイムカプセル掘り出し
平成13年1月17日創立40周年記念誌発行
平成14年10月29日市教委推薦研究「主体的に考え行動できる生徒の育成を目指して」発表会
平成17年9月30日校舎西側棟耐震工事完了
平成19年3月18日体育館耐震工事完了
平成21年1月24日食品容器環境美化協会より、環境美化教育優良校(リサイクル部門)として表彰をうける。
平成21年11月1日市教委より環境教育活動に取り組んだことで表彰をうける。
平成22年2月28日体育館内壁・床改修工事完了・西門横防球ネット改修・ソーラー街灯・雨水貯蔵タンク設置
平成22年11月創立50周年記念式挙行、記念誌発行、荘川桜の植樹
平成23年4月2日普通教室扇風機設置
平成23年11月全日本一輪車競技準優勝で茅ヶ崎市教育委員会より表彰を受ける
平成24年11月2日市教委推薦研究「教育活動全般における言語活動の充実」
～たくましく生きる力を育むために～　発表会
平成26年3月15日同窓会設立50周年記念親睦会開催
平成26年6月
屋外掲示板が同窓会より寄贈される。
平成27年3月12日正門・西門・ブロック塀改修工事完了
平成29年9月22日サブグラウンドブロック塀改修工事完了
平成30年8月31日
普通教室エアコン設置工事完了
令和
令和2年3月2日～5月6日コロナ休暇
令和2年11月10日
創立60周年記念誌発行

## 教育目標
- 自主
- 協力
- 実践

## 学校行事
| - 4月 : 始業式・入学式・個別面談 - 5月 : 体育祭・修学旅行・校外学習・宿泊研修 - 6月 : 開校記念日・学校に行こう週間 - 7月 : 地区総合体育大会・夏休み - 8月 : 夏休み - 9月 : テストデイ、合唱祭 | - 10月 : 前期終業式・後期始業式・個別面談 - 11月 : 3年テストデイ・3年模擬テスト・学校に行こう週間 - 12月 : 3年個別面談・1・2年テストデイ - 1月 : 新入生保護者説明会 - 2月 : 1・2年テストデイ・球技大会・校外学習 - 3月 : 総合的な学習発表会・卒業証書授与式・地域ふれあいデー・修了式・春休み |

## 通学区域
(通学区域の出典は茅ヶ崎市公式サイト)
| 町名   | 丁目 | 番地 |
| ------ | --- | --- |
| 茅ヶ崎 | 一丁目 | 全域 |
| 茅ヶ崎 | 二丁目 | 全域 |
| 茅ヶ崎 | 三丁目 | 全域 |
| 茅ヶ崎 | 全域（円蔵小学校通学区域を除く）                                                                          | 全域（円蔵小学校通学区域を除く）                                                                          |
| 本村   | 一丁目 | 全域 |
| 本村   | 二丁目 | 全域 |
| 本村   | 三丁目 | 1番～3番                                                                                                  |
| 本村   | 四丁目 | 全域 |
| 本村   | 五丁目 | 1番・2番・6番・11番～13番                                                                                 |
| 町名   | 番地 | 番地 |
| 矢畑   | 538番地～562番地・584番地～612番地・620番地 651番地・886番地～901番地 680番地（藤和ハイタウン湘南茅ヶ崎） | 538番地～562番地・584番地～612番地・620番地 651番地・886番地～901番地 680番地（藤和ハイタウン湘南茅ヶ崎） |
| 十間坂 | 一丁目 | 全域 |
| 十間坂 | 二丁目 | 全域 |
| 十間坂 | 三丁目 | 全域 |
| 南湖   | 一丁目 | 7番～10番                                                                                                 |
| 浜之郷 | 1071番地～1224番地                                                                                        | 1071番地～1224番地                                                                                        |
| 新栄町 | 全域 | 全域 |
| 元町   | 全域 | 全域 |

### 進学前小学校
- 茅ヶ崎市立小和田小学校

## 著名な出身者
- 佐藤光（茅ヶ崎市長）
- 河西洋介(YONCE)（ミュージシャン）[5]:ロックバンドsuchmosのボーカル
- 萩原聖人（俳優）[6]
- 勝南桜聡太(服部桜太志)（元大相撲力士）
- たるたるTV(YouTuber)